# Sphagnum quinquefarium
Sphagnum quinquefarium ist ein Torfmoos, das in der Gattung Torfmoose (Sphagnum) geführt wird und zu den Laubmoosen (Bryophyta) gehört. Es wird im deutschen Sprachraum „Fünfzeiliges Torfmoos“ genannt.

## Beschreibung

### Merkmale der Pflanze
Das Fünfzeilige Torfmoos ist eine Torfmoosart von normaler Größe und typisch steifer und kompakter Beschaffenheit mit halbkugelförmigen Köpfchen. Die Pflanzen können in trockenem Zustand metallisch schimmern. Die Färbung variiert von grün, gräulich weiß, gelblich bis purpurrot. Die 1–1,3 Millimeter langen, an der Spitze spitz bis stumpfen Stammblätter zeigen eine dreieckige bis dreieckig-zungenförmige Gestalt. Die Äste zweigen vom Stamm in faszikel- oder wirtelähnlichen Astbüscheln mit meist 3 abstehenden und 1–2 hängenden Ästen ab und sind deutlich fünfreihig beblättert. Die 1,1–1,5 Millimeter langen Astblätter sind eiförmig bis eiförmig-lanzettlich und an der Spitze leicht nach unten eingerollt.

#### Geschlechtliche Merkmale
Die geschlechtliche Ausrichtung ist einhäusig oder zweihäusig. Die 19–27 Mikrometer großen Sporen reifen Mitte des Sommers in den Sporenkapseln heran.

## Vorkommen und Verbreitung
Das Fünfzeilige Torfmoos ist in Nordamerika und Europa verbreitet. Die Lebensräume sind schwach minerotrophe Feuchtgebiete mit pH-Werten zwischen 3,4 und 5,6 entlang von Küsten und in Mittelgebirgs- und Alpenregionen. Es besiedelt feuchte Koniferenwälder entlang von Küsten, nasse mineralische Felsmulden, Blockhalden, Bachufer sowie Feuchtheiden. Das Verbreitungsgebiet in Nordamerika erstreckt sich vom US-amerikanischen Bundesstaat Alaska über südliche Provinzen Kanadas bis zu östlich gelegenen Bundesstaaten der USA. Die europäischen Vorkommen konzentrieren sich auf Nordeuropa (beispielsweise Norwegen), Westeuropa (beispielsweise das Vereinigte Königreich Großbritannien und Nordirland) und Mitteleuropa mit beispielsweise Deutschland, Österreich und der Schweiz.
Dieses Torfmoos ist üblicherweise mit dem Hain-Torfmoos (Sphagnum capillifolium), mit Girgensohns Torfmoos (Sphagnum girgensohnii) und dem Russow-Torfmoos (Sphagnum russowii) vergesellschaftet.

## Systematik
Sphagnum quinquefarium wird in der Sektion Acutifolia der Gattung Sphagnum innerhalb der monogenerischen Familie Sphagnaceae geführt. Als Synonymbezeichnungen werden Sphagnum acutifolium var. quinquefarium Lindb. in Braithw. und Sphagnum schofieldii H. A. Crum genannt.

## Gefährdungssituation und Schutzmaßnahmen
Das Fünfzeilige Torfmoos ist durch die Zerstörung seiner Lebensräume gefährdet. Dementsprechend beurteilt die Bundesrepublik Deutschland die Art in ihrer Roten Liste gefährdeter Arten in der Gefährdungskategorie 3 als gefährdet. Die Schweiz führt die Art – allerdings als nicht gefährdet – in ihrer nationalen Roten Liste.
Auf europäischer Ebene wird durch die Europäische Union – und damit durch ihre Mitgliedstaaten wie Deutschland – als auch durch die Schweiz der Gefährdung durch Schutzmaßnahmen auf Gattungsbasis Rechnung getragen.
In den Vereinigten Staaten von Amerika führen die Bundesstaaten Kentucky und New Jersey Sphagnum quinquefarium als bedrohte und gefährdete Pflanze.